# Ezekiel Bassey
Ezekiel Joseph Bassey (Nigeria, 10 de noviembre de 1996) es un futbolista nigeriano que juega en la posición de centrocampista. Actualmente milita en el Paykan FC de la Iran Pro League.

## Trayectoria
El extremo nigeriano es un jugador formado en el Enyimba Aba, y que ocasionalmente puede jugar de mediapunta. Bassey es considerado uno de los jóvenes talentos del fútbol africano, ya que es uno de los habituales en las convocatorias de la selección sub-20 nigeriana.
En el mercado de invierno de la temporada 2016-17, se llega a un acuerdo entre la entidad catalana y el club africano incluye una opción a compra por dos temporadas. El jugador formaría parte del F. C. Barcelona "B", equipo que milita en Segunda división B, con el objetivo de ascender de categoría.
El 31 de enero de 2017, en el último día del mercado de invierno, se anunció la contratación de Bassey, pero el problema es que los trámites para conseguir toda la documentación pertinente se alargarían. El jugador viajó a Barcelona tras anunciarse su fichaje, pasó revisión médica, firmó su contrato y se mostró ilusionado con esta etapa; horas después voló a Nigeria para iniciar todos los trámites.

## Clubes
| Equipo                   | País    | Años        | Partidos | Goles |
| ------------------------ | ------- | ----------- | -------- | ----- |
| Enyimba International FC | Nigeria | 2015 - 2017 | 6        | 4     |
| FC Barcelona "B"(cedido) | España  | 2017        | 0        | 0     |
| Paykan FC                | Irán    | 2017 -      | 1        | 0     |